# Darvoy
Darvoy est une commune française située dans le département du Loiret en région Centre-Val de Loire.
La commune est située dans le périmètre de la région naturelle du Val de Loire inscrit au patrimoine mondial de l'Organisation des Nations unies pour l'éducation, la science et la culture (Unesco).

## Toponymie
Le nom de la localité est attesté sous la forme Darvetum en 1137.
De Dervetum « chênaie »,. Il s'agit d'un composé celtique (gaulois) basé sur le substantif dervos « chêne » (voir Drevant) avec le suffixe collectif -etum (-ETU) qui a donné le suffixe -aie en français (chênaie, hêtraie, etc.). Il existait en ancien français un mot dervée « forêt de chêne ».
Le brittonique conserve le même mot : moyen breton deru « chênes », breton dervenn, gallois derwen. Plus loin, il s'agit d'une forme apophonique de l'indo-européen *dóru, génitif *dréus, en composition *dru- « arbre, bois » → « dur, solide, ferme ».

## Géographie

### Localisation

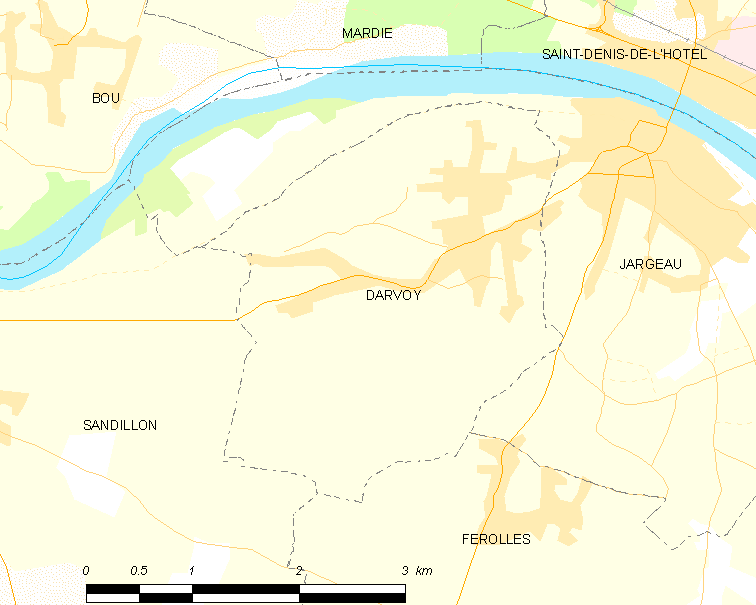
Carte de la commune de Darvoy et des communes limitrophes

La commune de Darvoy se trouve dans le quadrant sud-ouest du département du Loiret, dans la région agricole du Val de Loire et l'aire urbaine d'Orléans.  À vol d'oiseau, elle se situe à 14,9 km  d'Orléans, préfecture du département, et à 1,8 km de Jargeau, ancien chef-lieu du canton dont dépendait la commune avant mars 2015. La commune fait partie du bassin de vie de Jargeau.
Les communes les plus proches sont : Jargeau (1,8 km), Saint-Denis-de-l'Hôtel (2,4 km), Férolles (3,3 km), Bou (3,9 km), Mardié (4 km), Sandillon (5,2 km), Donnery (5,8 km), Chécy (6,3 km), Ouvrouer-les-Champs (7 km) et Vienne-en-Val (7,4 km).

### Lieux-dits et écarts
Les Pointes, Reculés, la Place.

### Géologie et relief
Darvoy se situe dans la moitié sud du bassin parisien.
La commune est encerclée par la levée de la Loire et une levée dite d'enceinte destinées à protéger les habitations d'une crue du fleuve. Darvoy appartient à l'unité urbaine de Jargeau et à l'aire urbaine d'Orléans.

### Hydrographie

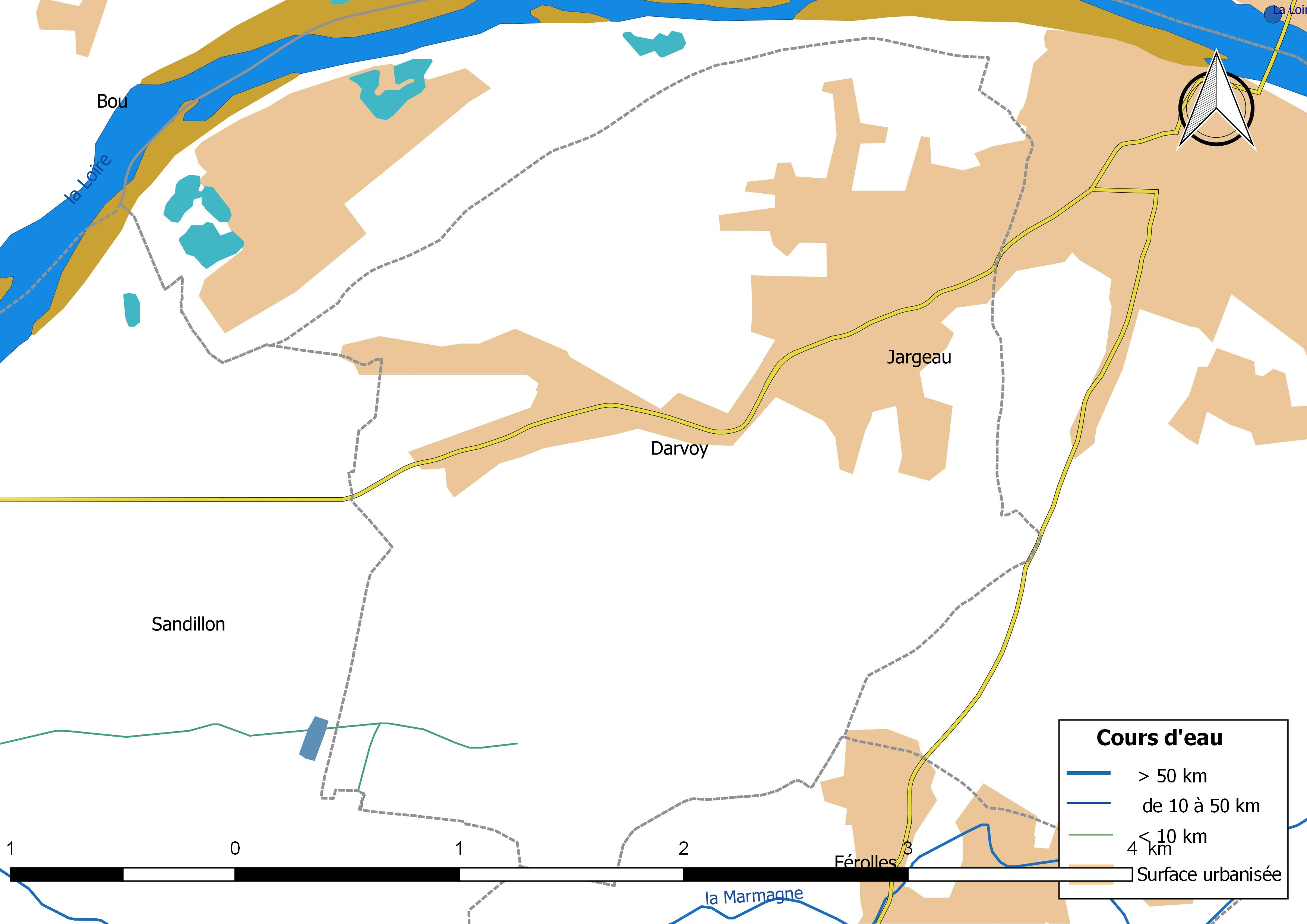
Réseau hydrographique de Darvoy.

Le réseau hydrographique communal, d'une longueur totale de 1,23 km, est très peu développé. Il comprend deux très petits cours d'eau.

### Climat
Pour des articles plus généraux, voir Climat du Centre-Val de Loire et Climat du Loiret.
En 2010, le climat de la commune est de type climat océanique dégradé des plaines du Centre et du Nord, selon une étude du CNRS s'appuyant sur une série de données couvrant la période 1971-2000. En 2020, Météo-France publie une typologie des climats de la France métropolitaine dans laquelle la commune est exposée à un climat océanique altéré et est dans la région climatique Moyenne vallée de la Loire, caractérisée par une bonne insolation (1 850 h/an) et un été peu pluvieux.
Pour la période 1971-2000, la température annuelle moyenne est de 10,9 °C, avec une amplitude thermique annuelle de 15,7 °C. Le cumul annuel moyen de précipitations est de 687 mm, avec 10,7 jours de précipitations en janvier et 7,1 jours en juillet. Pour la période 1991-2020, la température moyenne annuelle observée sur la station météorologique de Météo-France la plus proche, sur la commune de Fleury-les-Aubrais à 16 km à vol d'oiseau, est de 11,7 °C et le cumul annuel moyen de précipitations est de 728,8 mm,. Pour l'avenir, les paramètres climatiques de la commune estimés pour 2050 selon différents scénarios d'émission de gaz à effet de serre sont consultables sur un site dédié publié par Météo-France en novembre 2022.

### Milieux naturels et biodiversité

#### Sites Natura 2000
Le réseau Natura 2000 est un réseau écologique européen de sites naturels d’intérêt écologique élaboré à partir des Directives «Habitats » et «Oiseaux ». Ce réseau est constitué de Zones Spéciales de Conservation (ZSC) et de Zones de Protection Spéciale (ZPS). Dans les zones de ce réseau, les États Membres s'engagent à maintenir dans un état de conservation favorable les types d'habitats et d'espèces concernés, par le biais de mesures réglementaires, administratives ou contractuelles. L'objectif est de promouvoir une gestion adaptée des habitats tout en tenant compte des exigences économiques, sociales et culturelles, ainsi que des particularités régionales et locales de chaque État Membre. les activités humaines ne sont pas interdites, dès lors que celles-ci ne remettent pas en cause significativement l’état de conservation favorable des habitats et des espèces concernés,. Un site Natura 2000 est présent sur le territoire communal de Darvoy.
| Nom                                                 | Numéro    | Type                       | Arrêté        | Superficie | Description |
| --------------------------------------------------- | --------- | -------------------------- | ------------- | ---------- | --- |
| Vallée de la Loire de Tavers à Belleville-sur-Loire | FR2400528 | SIC (Directive "Habitats") | 13 avril 2007 | 7 120 ha   | Le site concerne 51 communes. La délimitation de ce site Natura 2000 est très proche de celle correspondant à la Directive Oiseaux. L'intérêt majeur du site repose sur les milieux ligériens liés à la dynamique du fleuve, qui hébergent de nombreuses espèces citées en annexe II de la directive Habitats. Il est situé dans la frange nord-ouest de la commune. |

Sélection de représentants de l'avifaune de la zone Natura 2000 « Vallée de la Loire de Tavers à Belleville ».
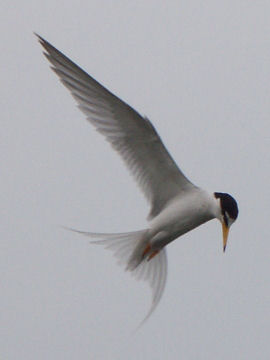
Sterne naine
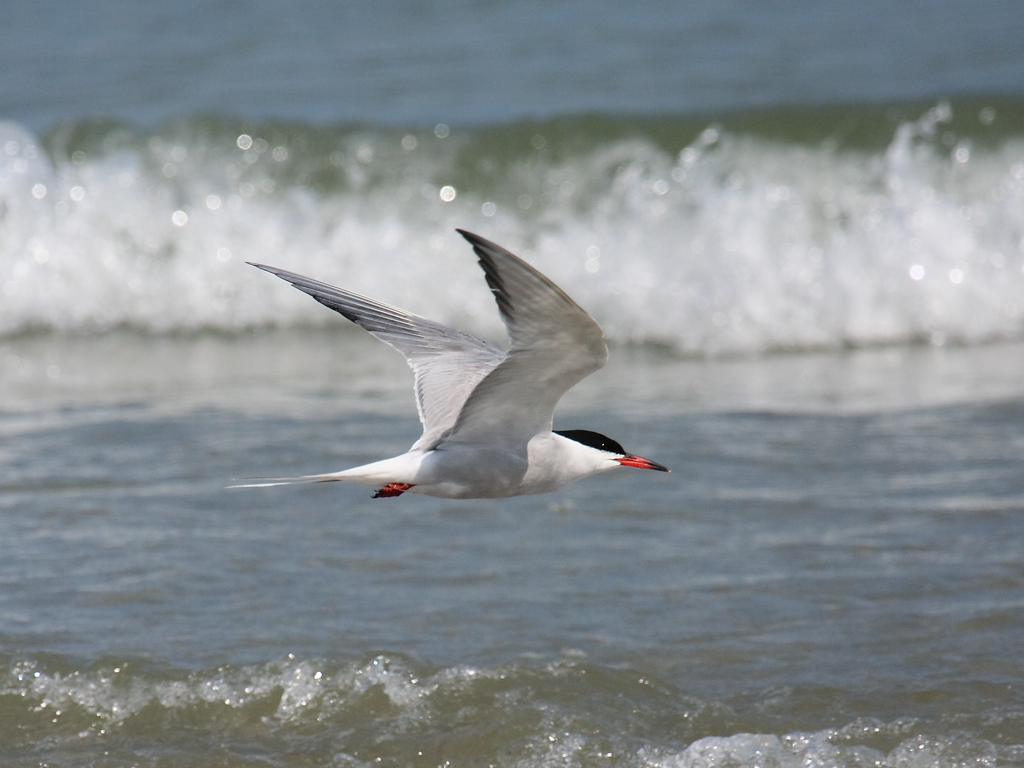
Sterne pierregarin
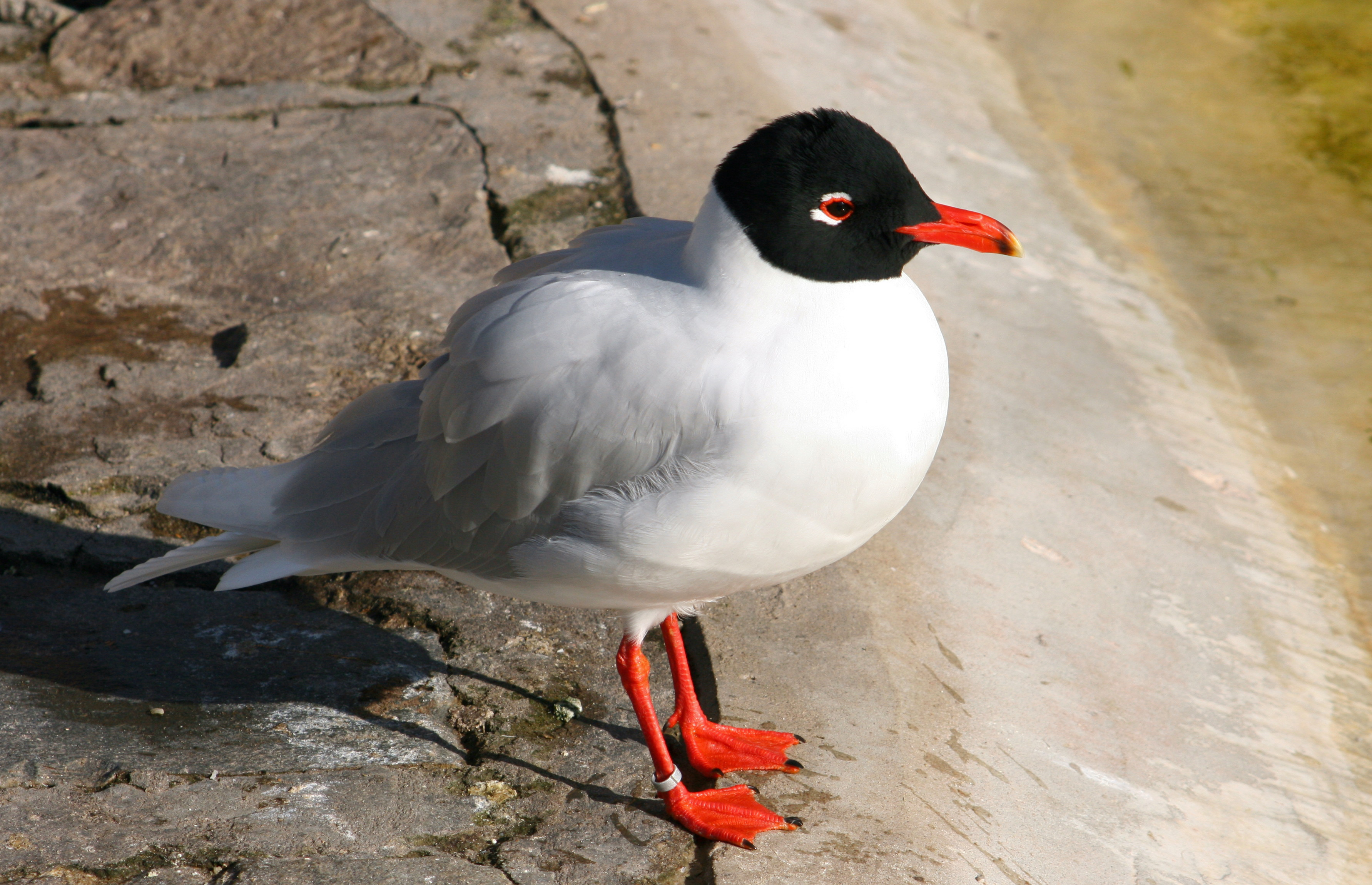
Mouette mélanocéphale
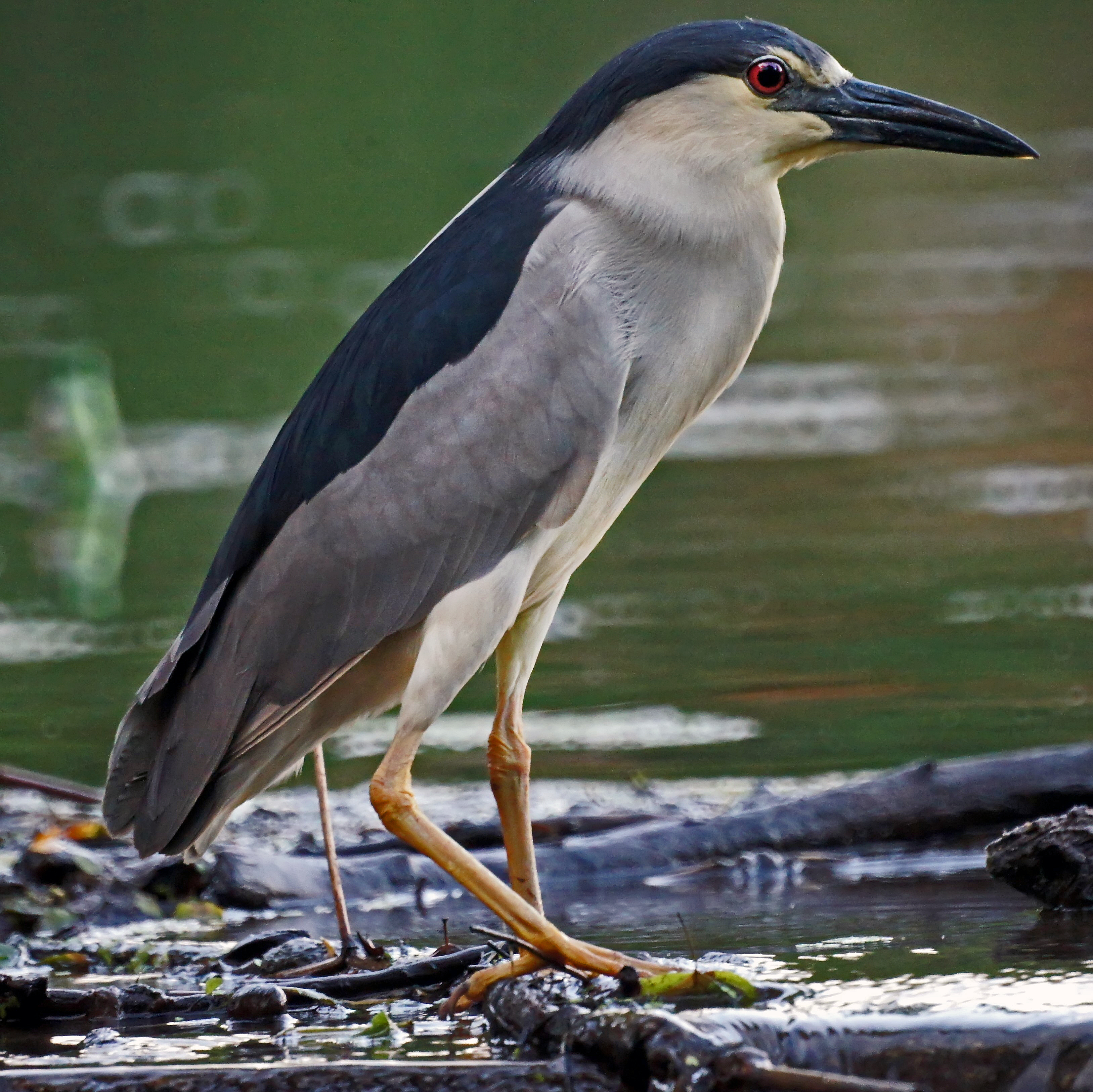
Bihoreau gris
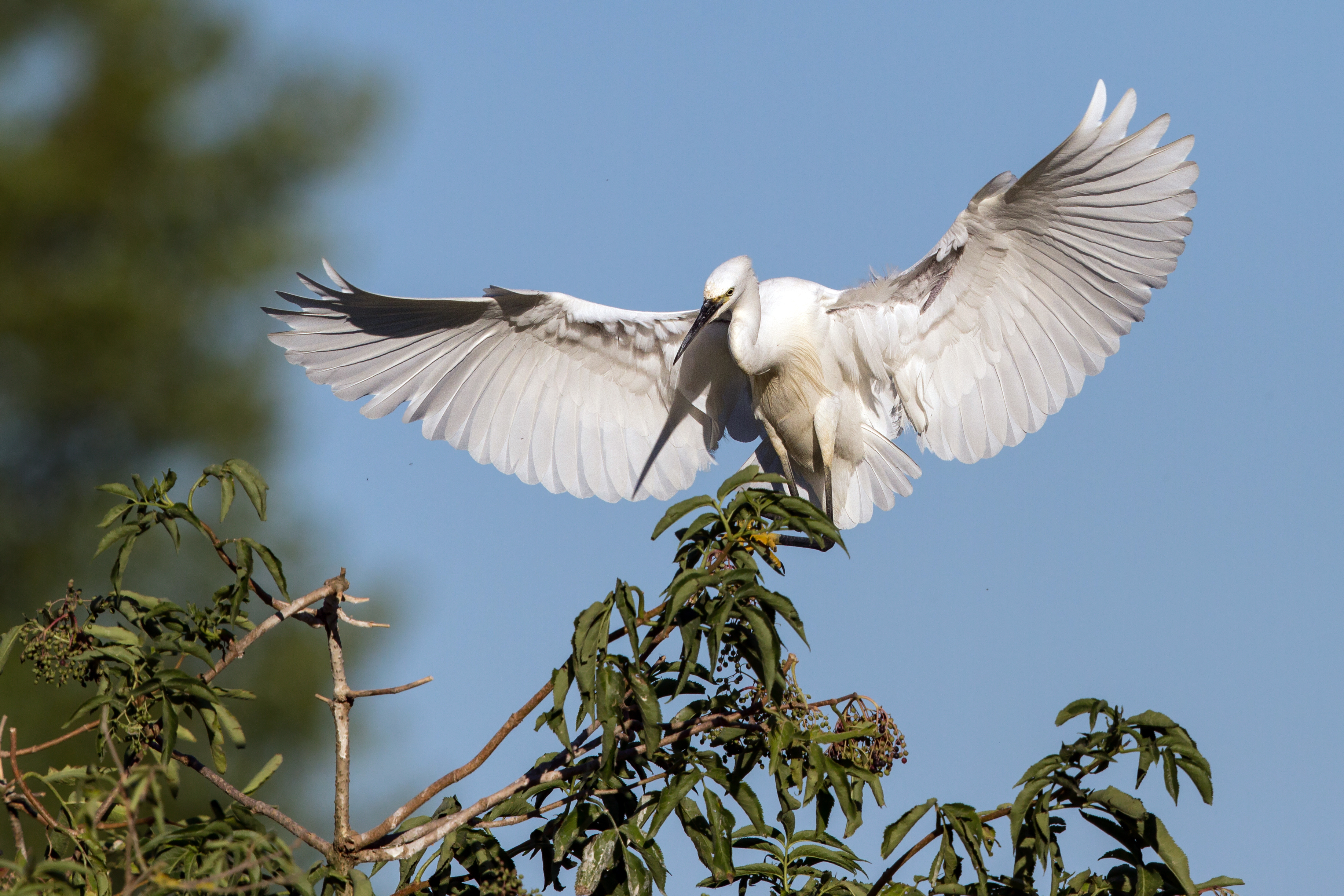
Aigrette garzette
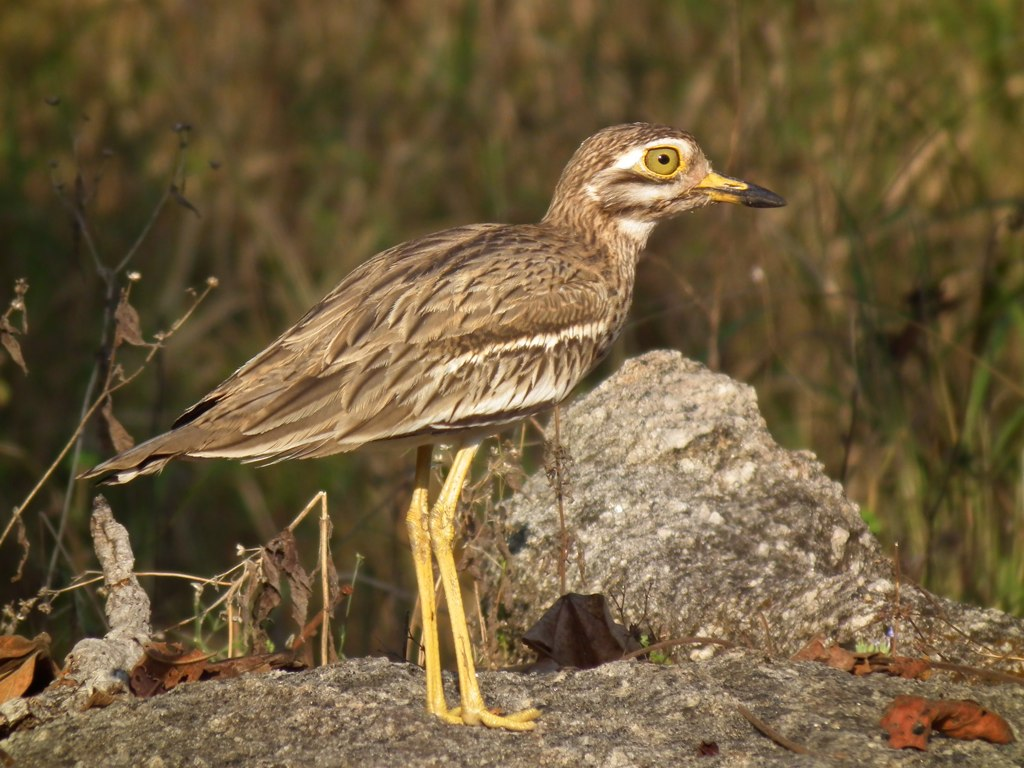
Œdicnème criard
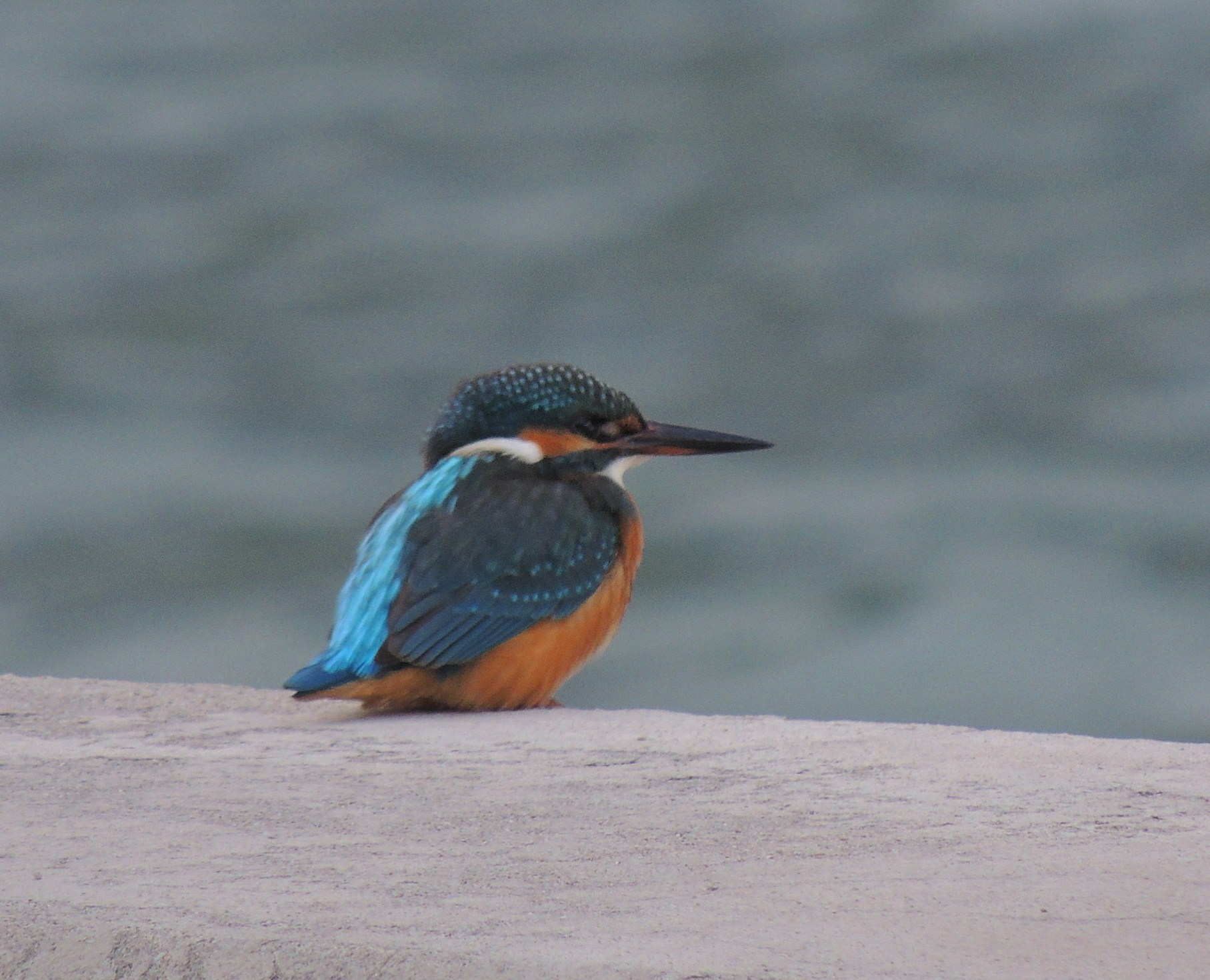
Martin-pêcheur d'Europe

#### Zones nationales d'intérêt écologique, faunistique et floristique
L’inventaire des zones naturelles d'intérêt écologique, faunistique et floristique (ZNIEFF) a pour objectif de réaliser une couverture des zones les plus intéressantes sur le plan écologique, essentiellement dans la perspective d’améliorer la connaissance du patrimoine naturel national et de fournir aux différents décideurs un outil d’aide à la prise en compte de l’environnement dans l’aménagement du territoire. Le territoire communal de Darvoy comprend deux ZNIEFF.
| Désignation             | Type   | Superficie     | Description | Carte |
| ----------------------- | ------ | -------------- | --- | ----- |
| « La loire orléanaise » | type 2 | 5 458 hectares | La zone s'étend sur 37 communes, dont Dampierre-en-Burly, et se superpose pour la commune à la zone Natura 2000 de nom similaire. Elle correspond à la boucle septentrionale du fleuve. Son altitude varie entre 80 et 135 m. Elle se caractérise par un lit mineur largement occupé par des îles et grèves sableuses. Ces milieux soumis au marnage annuel recèlent de multiples habitats plus ou moins temporaires. C'est pratiquement la seule section qui présente des méandres. On observe, sur les basses terrasses, quelques formations sablo-calcaires.                                                                                                   |       |
| « Levée de Darvoy »     | type 1 | 13 hectares    | La zone s'étend sur 3 commune : Darvoy, Jargeau et Sandillon. Il s'agit de la digue (ou levée) de la Loire reliant Darvoy à Sandillon (rive gauche de la Loire). Son altitude est de 105 m. Les flancs de l'ouvrage sont occupés par des « prairies » mésophiles à mésoxérophiles abritant des espèces peu fréquentes à rares dans la région. On observe également deux mouillères en pied de levée, dont une abrite entre autres une population de Damasonium alisma, espèce protégée au niveau national, particulièrement rare en région Centre-Val de Loire. Au total, dix espèces végétales déterminantes dont trois protégées ont été recensées sur le site. |       |

## Histoire
(août 2009).
Si vous disposez d'ouvrages ou d'articles de référence ou si vous connaissez des sites web de qualité traitant du thème abordé ici, merci de compléter l'article en donnant les références utiles à sa vérifiabilité et en les liant à la section « Notes et références ».

### XIIesiècle
1130 : construction de l’église, peut-être par des moines de l'abbaye de Saint-Benoît-sur-Loire. À cette époque, la paroisse compte une population de 300 habitants environ, essentiellement agricole.
1164 : la paroisse est placée sous le patronage du chapitre de Jargeau qui lève la dîme. On peut penser que, bien avant cette mise en tutelle, et dès son origine, l’histoire de Darvoy fut intimement liée à celle de Jargeau, distante seulement de 2 km.

### XVIIIesiècle

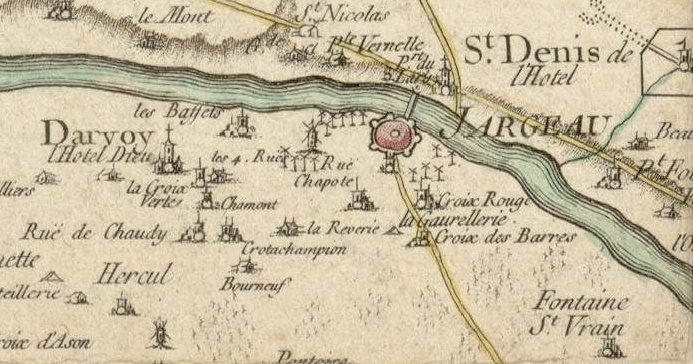
Carte de Cassini, 1744.

La paroisse est du diocèse, de l’élection, du bailliage et du présidial d’Orléans (pour l'administration) et du grenier à sel de Châteauneuf (pour la perception des impôts).
Elle compte environ 600 habitants (214 feux) et vit de la culture du blé, du seigle et surtout de la vigne. Le vignoble d’Orléans s'est étendu jusqu'à Bou et Darvoy à la fin du XIIe siècle (1170).
1789 : les habitants réunis sous la présidence de Jean-Damien Chaufton, homme de loi, rédigent leur cahier de doléances pour la réunion des États généraux. Ils exposent que les vignes qui recouvrent plus de trois quarts des terrains sont presque chaque année attaquées par les vers, que la terre est stérile et ingrate et que la misère du peuple est aggravée cette année-là par la ruine du pont de pierre de Jargeau (dont une arche a été emportée par la débâcle) qui les prive de nombreux débouchés pour leurs vins. Ils demandent la diminution des impôts (suppression de certains impôts et surtout allègement des frais de perception dont un trop grand nombre d'intermédiaires profitent abusivement, la simplification et la diminution du coût des procédures de justice, la suppression des privilèges réels et fonciers, lesquels privilèges sont accordés presque toujours à des personnes d’ailleurs, ce qui fait que la masse des impôts ne tombe que sur la partie du peuple qui gagne son pain à la sueur de son front, la suppression des fiefs grevés de droits de succession élevés préjudiciables surtout aux familles de vignerons.

### XIXesiècle
Il semble qu’il y ait eu, aux baffaits, un port sans quai en bord de Loire où l’on chargeait les fûts de vin dans les bateaux ancrés au large pour éviter les sables. À ce propos, on ne s’explique pas pourquoi la bande de terre des Boires, entre la levée et la Loire, fut attribué à la commune de Jargeau, privant ainsi celle de Darvoy du contact avec le fleuve dont elle pourrait être riveraine sur plus de 3 km.
1822 - 1838 :  la commune a pour maire le baron François Pierre Chauvel, ancien maréchal de camp, qui s’est retiré à la « Grand Cour ». C’est à cette époque que la route d’Orléans à Sancerre (route nationale 751) aurait été détournée du bourg pour desservir plus au sud, la demeure du Baron.
1833 : établissement du premier cadastre.
Inondations en 1846, 1856, 1866. La levée de la Loire est rompue.

### XXesiècle
1923 : création d’une coopérative de meunerie-boulangerie qui assure à ses adhérents la fourniture du pain au prix de revient, contre la remise d’une partie de leur récolte en blé ou méteil.

## Urbanisme

### Typologie
Au 1er janvier 2024, Darvoy est catégorisée petite ville, selon la nouvelle grille communale de densité à sept niveaux définie par l'Insee en 2022.
Elle appartient à l'unité urbaine de Jargeau, une agglomération intra-départementale regroupant trois  communes, dont elle est une commune de la banlieue,,. Par ailleurs la commune fait partie de l'aire d'attraction d'Orléans, dont elle est une commune de la couronne,. Cette aire, qui regroupe 136 communes, est catégorisée dans les aires de 200 000 à moins de 700 000 habitants,.

### Occupation des sols
L'occupation des sols de la commune, telle qu'elle ressort de la base de données européenne d’occupation biophysique des sols Corine Land Cover (CLC), est marquée par l'importance des territoires agricoles (80,4 % en 2018), en diminution par rapport à 1990 (85,3 %). La répartition détaillée en 2018 est la suivante : 
terres arables (80,4 %), zones urbanisées (19,6 %).
L'évolution de l’occupation des sols de la commune et de ses infrastructures peut être observée sur les différentes représentations cartographiques du territoire : la carte de Cassini (XVIIIe siècle), la carte d'état-major (1820-1866) et les cartes ou photos aériennes de l'IGN pour la période actuelle (1950 à aujourd'hui).

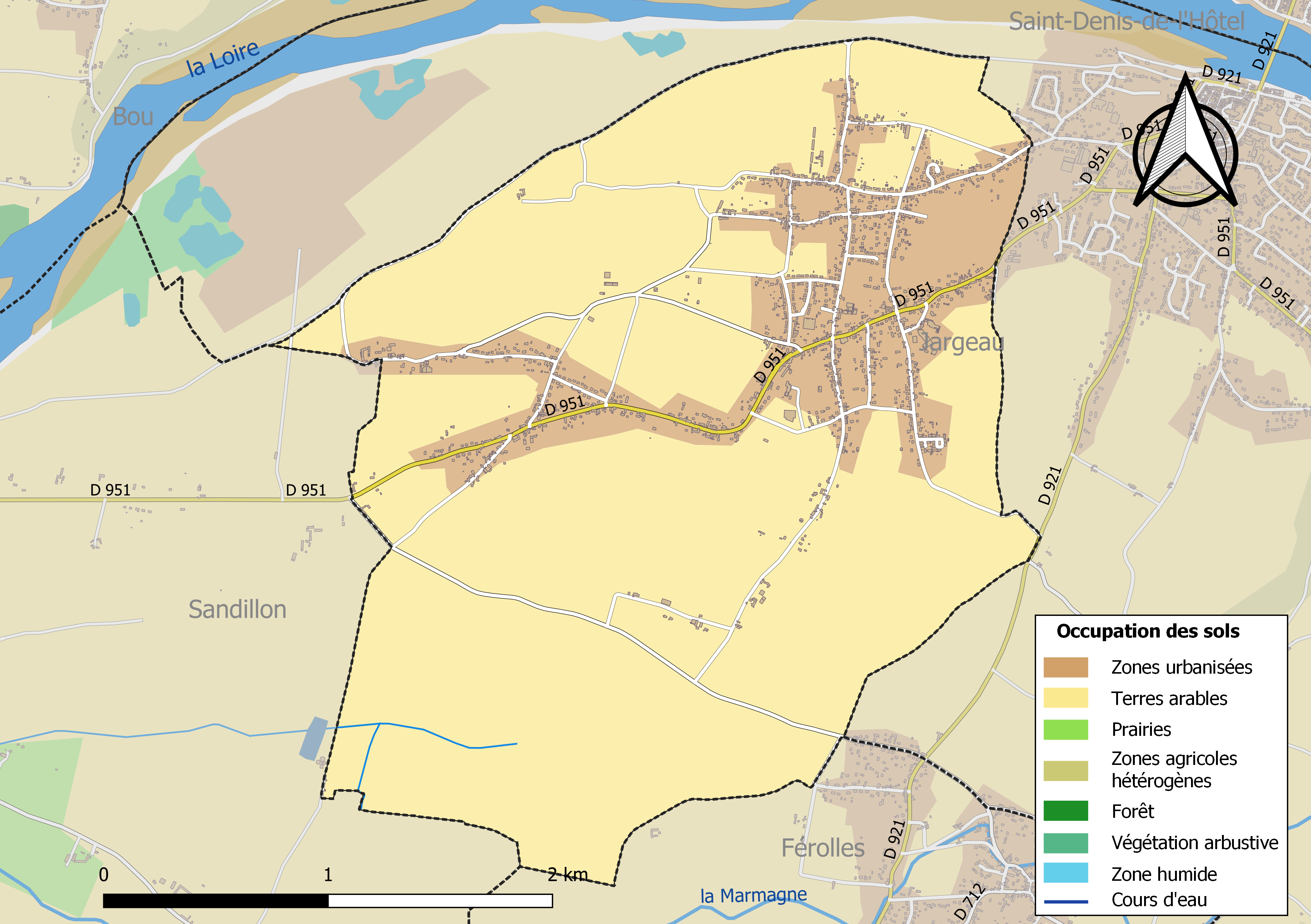
Carte des infrastructures et de l'occupation des sols de la commune en 2018 (CLC).
Carte orthophotographique de la commune en 2016.

### Planification

#### Plan local d'urbanisme
La commune prescrit l'élaboration d'un plan d'occupation des sols en juillet 1971. Le document est approuvé en août 1972 puis révisé en avril 1985 et en septembre 1999. Il est également modifié à plusieurs reprises.
La loi relative à la solidarité et au renouvellement urbains du 13 décembre 2000, dite loi SRU, complétée par la loi urbanisme et habitat du 2 juillet 2003, marque une évolution de la planification urbaine en créant notamment les plans locaux d’urbanisme (PLU), vecteurs de projets de territoire, appelés à se substituer progressivement aux plans d’occupation des sols. Le PLU contient deux éléments nouveaux par rapport au POS : le plan d'aménagement et de développement durable (PADD), qui exprime le projet de la ville par des orientations générales en matière d'urbanisme, de développement, d'équipement et de préservation de l'environnement et les orientations d'aménagement et de programmation (OAP) qui correspondent à des zooms qui peuvent porter sur des quartiers ou secteurs à mettre en valeur, réhabiliter, restructurer ou aménager, ou sur l'aménagement d'un espace public, etc. Dans ce cadre le conseil municipal prescrit la révision du Plan d’occupation des sols et sa transformation en plan local d'urbanisme le 31 août 2012. Après une enquête publique qui se déroule en février 2016,, le document est approuvé le 1er avril 2016.

#### Documents d'orientations intercommunaux
La commune est membre du pays Forêt d'Orléans - Val de Loire, qui regroupe 32 communes. En 2012 les Pays Forêt d'Orléans Val de Loire, Loire Beauce et Sologne Val-sud sont les seuls territoires du département du Loiret ne disposant pas de schéma de cohérence territoriale (SCoT). Compte tenu  de l'intérêt de cet outil pour l'avenir des territoires, les élus de ces pays décident d'engager une démarche commune d'élaboration de SCoT. Le comité syndical du Pays Forêt d'Orléans - Val de Loire décide de prendre le 8 octobre 2015 la compétence « Elaboration, gestion et suivi du Schéma de Cohérence Territoriale » et, après avis favorable conforme des différentes communes membres (le 27 novembre 2015 pour Darvoy), le préfet approuve la modification des statuts en ce sens le 19 février 2016. Les trois SCoT sont lancés officiellement et simultanément à La Ferté-Saint-Aubin le 21 juin 2014, l'assistance à maîtrise d'ouvrage étant confiée à un seul bureau d'études. Après étude et concertation de 2014 à 2017, le document doit être approuvé en 2018.

### Voies de communication et transports

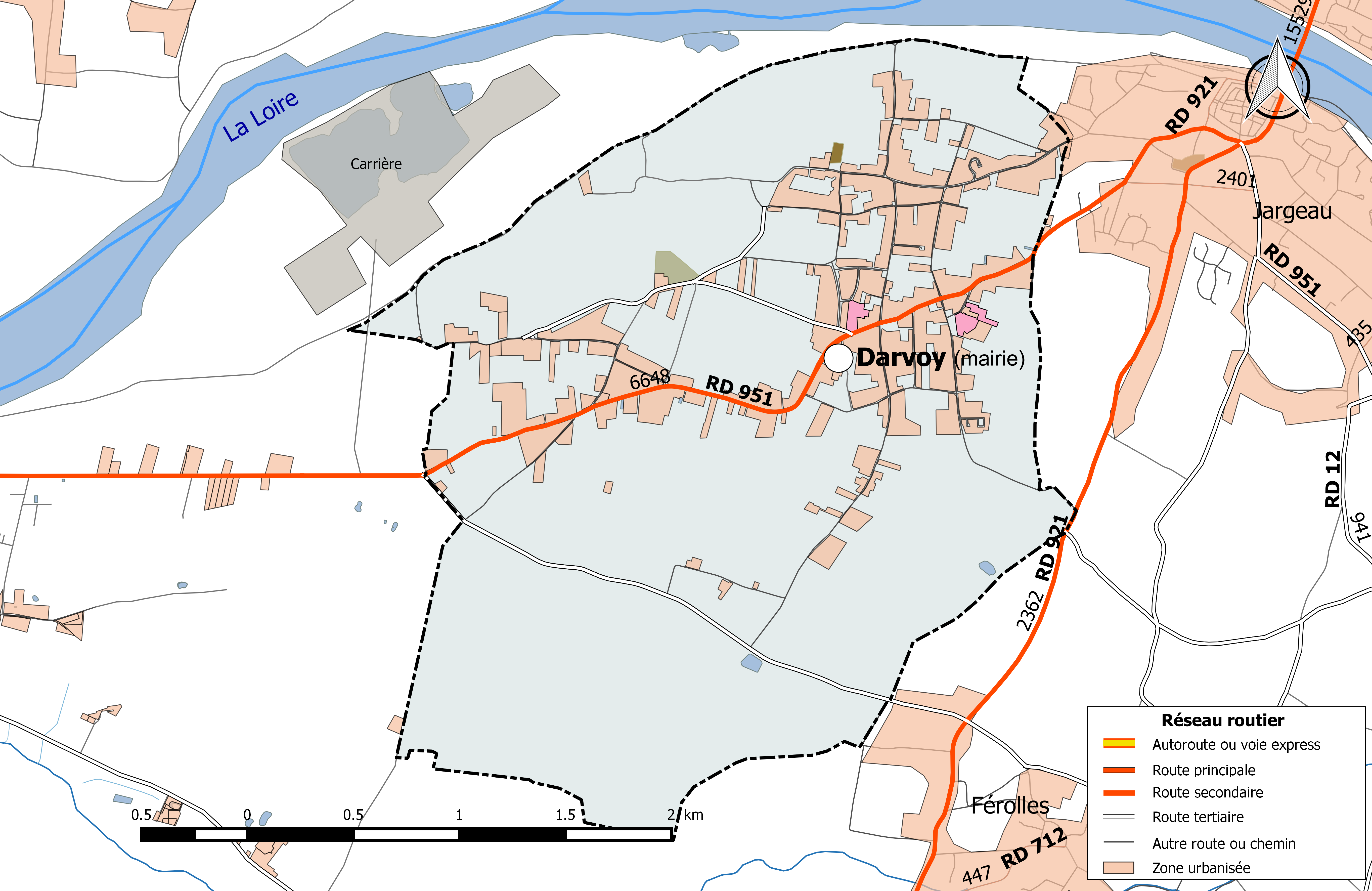
Réseau routier principal de la commune de Darvoy (avec indication du trafic routier 2014).

#### Infrastructures routières
La commune est traversée par la route départementale 951, qui constitue l'artère principale du bourg. Il s'agit de l'ancienne route nationale 751, qui avait été créée en 1933 et était définie comme la route de Cosne-sur-Loire à la pointe de Saint-Gildas par la rive gauche de la Loire. La section traversant le Loiret, reliant Beaulieu-sur-Loire à Lailly-en-Val, a été transférée au département du Loiret par arrêté du 22 décembre 1972. En 2014, elle supporte sur le territoire communal un trafic de 2 869 véhicules/jour dont 301 poids-lourds (7 % du trafic total). Complétant cette voie, la commune est sillonnée de plusieurs voies communales et chemins ruraux  desservant ses fermes et hameaux et les bourgs environnants.
Sur le plan urbanistique, la RD 951 est classée au titre du bruit des infrastructures de transports terrestres en catégorie 4 sur la commune de Darvoy. Dans une bande de largeur maximum 30 mètres de part et d'autre de l'infrastructure, les bâtiments d'habitation nouveaux doivent respecter certaines conditions d'isolement acoustique minimal des façades des pièces principales et cuisines afin d'assurer la protection des occupants,.

#### Transports en commun
En 2016, la commune est desservie par la ligne n°7A du réseau Ulys, le réseau interurbain de transport par autocar du Conseil départemental du Loiret. Cette ligne, qui relie Sully-sur-Loire - Tigy - Jargeau - Orléans, propose un nombre de dessertes variable en fonction des jours ouvrables de la semaine. Des correspondances SNCF sont assurées dans la  gare d'Orléans. À compter du 1er janvier 2017, la compétence des services de transports routiers interurbains, réguliers et à la demande est transférée des départements aux régions, et donc localement du département du Loiret à la région Centre-Val de Loire, consécutivement à la loi NOTRe du 7 août 2015.

### Risques naturels et technologiques majeurs
La commune de Darvoy est vulnérable à différents aléas naturels : inondations (par débordement de la Loire ou de ruisseaux), climatiques (hiver exceptionnel ou canicule), mouvements de terrains ou sismique. 
Entre 1999 et 2016, deux arrêtés ministériels portant ou ayant porté reconnaissance de catastrophe naturelle ont été pris pour le territoire de la commune de Darvoy pour des inondations et coulées de boue.

#### Risque d'inondation

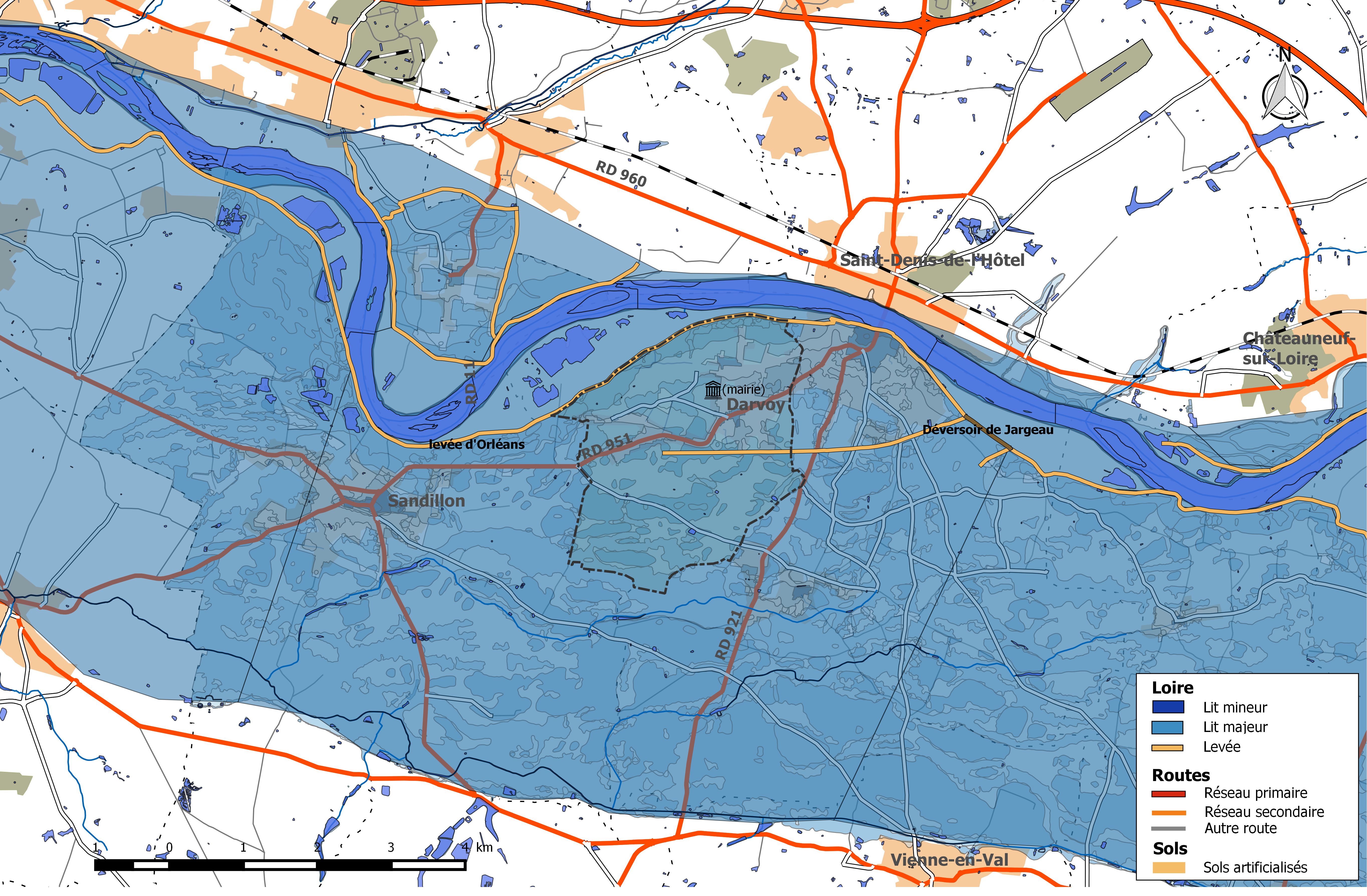
Zone inondable de la commune de Darvoy.

La Loire est à l'origine des dégâts les plus importants sur la commune en cas de crue majeure. Les crues historiques sont celles de 1846, 1856, 1866 et 1907. Aucune crue n'a atteint depuis 1907 les hauteurs atteintes lors de ces événements catastrophiques.
La zone inondable de la commune de Darvoy couvre la totalité du territoire communal et se répartit en 675 ha en espaces agricoles, 2 ha en eau, 18 ha en espaces naturels,  4 ha en serres et 157 ha en surfaces urbanisées. Elle afit partie du val d'Orléans s’étend sur 33 km de longueur, du hameau de Bouteille à l’amont au confluent du Loiret à l’aval. Ce val est protégé par une levée en terre, la levée d'Orléans, de 45 km de longueur, interrompue à 3,5 km environ en amont du confluent du Loiret. Il est inondé par le remous de la Loire dans la confluence du Loiret dès les premières crues simulées. Cette levée a été renforcée sur toute sa longueur. Le niveau de protection historique est celui visé par la construction du déversoir de Jargeau, aménagé à la fin du XIXe siècle à l'emplacement des brèches qui s'étaient produites en 1846, 1856 et 1866 et conçu initialement pour fonctionner au-delà de la cote de Loire à l'échelle d'Orléans proche de 6 m (crue de 1825, n'ayant pas occasionné de brèches). Les lignes d’eau en crue ont toutefois beaucoup changé depuis du fait de l’évolution morphologique du lit de la Loire, conséquence des ouvrages de navigation qui ont été réalisés au XIXe siècle (épis, duits, chevrettes barrant un bras, etc.) et de l’extraction massive de matériaux en deuxième partie du XXe siècle. Le déversoir ne remplit donc plus sa fonction de protéger la levée d’Orléans des surverses, et il ne permet plus de définir l’objectif de protection du système d’endiguement.
L'analyse menée dans le cadre de l'étude de danger des digues, montre qu'aujourd'hui, le niveau de protection apparent de la levée est associé à une crue de période de retour d'environ 200 ans, soit une hauteur d'eau à l'échelle d'Orléans estimée à 5,75 m. Par ailleurs, ces études montrent aussi que des défaillances avant dépassement des ouvrages sont probables, en particulier à Guilly, Sigloy et Saint-Pryvé-Saint-Mesmin. Pour le secteur de Guilly : la probabilité de rupture n'est plus négligeable dès la crue de période de retour de 70 ans, soit une cote d'environ 4,60 m à l'échelle d'Orléans. Cette cote définit le niveau de sûreté actuel de la digue d'Orléans et correspond au seuil de déclenchement du plan d'évacuation massive de l'agglomération d'Orléans en cas de crue.
Le risque d'inondation est pris en compte dans l'aménagement du territoire de la commune par le biais du Plan de prévention du risque inondation (PPRI) du val d'Orléans - val amont, approuvé le 20 janvier 2015. Deux nouveaux types de zones sont apparues par rapport au précédent PPRI, plus restrictives pour une meilleure protection des usagers : la zone de dissipation d'énergie (ZDE) et la zone d'expansion de crue (ZEC). Dans la ZDE, située immédiatement à l’arrière des levées, qui serait fortement affectée en cas de brèche ou de rupture de digue, toute construction nouvelle est interdite. La ZEC quant à elle correspond aux secteurs naturels ou agricoles qu’il convient  de  préserver pour l’étalement des eaux en cas d’inondation et éviter l’accroissement des risques. Majoritairement agricole et naturelle, la ZDE de la commune de Darvoy, d'une superficie de 92 ha, est constituée essentiellement de terres cultivées, un secteur d'habitation au lieu-dit « les Baffaits », associé a une habitation au lieu-dit « Pontvilliers » concentrent les enjeux humains. Deux petits secteurs de serres ont en outre été recensés dans cette ZDE.
Deux documents permettent de définir les modalités de gestion de crise et d'organisation des secours : au niveau départemental, le Dispositif ORSEC départemental spécialisé déclenché en cas d'inondation de la Loire, le plan ORSIL, et au niveau communal le plan communal de sauvegarde.

#### Risque de mouvements de terrain
Le territoire de la commune peut être concerné par un risque d'effondrement de cavités souterraines non connues. Une cartographie départementale de l'inventaire des cavités souterraines et des désordres de surface a été réalisée. Il a été recensé sur la commune plusieurs effondrements de cavités.
Par ailleurs, le sol du territoire communal peut faire l'objet de mouvements de terrain liés à la sécheresse. Le phénomène de retrait-gonflement des argiles est la conséquence d'un changement d'humidité des sols argileux. Les argiles sont capables de fixer l'eau disponible mais aussi de la perdre en se rétractant en cas de sécheresse. Ce phénomène peut provoquer des dégâts très importants sur les constructions (fissures, déformations des ouvertures) pouvant rendre inhabitables certains locaux. Celui-ci a particulièrement affecté le Loiret après la canicule de l'été 2003. La totalité du territoire de la commune est soumis à un aléa « faible » face à ce risque, selon l'échelle définie par le Bureau de recherches géologiques et minières (BRGM).

#### Risque sismique
La totalité du département est classée en zone de sismicité « très faible ». À ce titre aucune réglementation spécifique ne s'applique aux constructions dites « à risque normal ».

## Politique et administration

### Découpage territorial

#### Bloc communal: Commune et intercommunalités
La paroisse de Darvoy acquiert le statut de municipalité avec le  décret du 12 novembre 1789 de l'Assemblée Nationale puis celui de « commune », au sens de l'administration territoriale actuelle, par le décret de la Convention nationale du 10 brumaire an II (31 octobre 1793). Il faut toutefois attendre la loi du 5 avril 1884 sur l'organisation municipale pour qu'un régime juridique uniforme soit défini pour toutes les communes de France, point de départ de l’affirmation progressive des communes face au pouvoir central.
Aucun événement de restructuration majeure du territoire, de type suppression, cession ou réception de territoire, n'a affecté la commune depuis sa création.
La commune est membre de la Communauté de communes des Loges depuis sa création le 24 décembre 1996.

#### Circonscriptions de rattachement
Sous l'Ancien Régime, à la veille des États généraux de 1789, la paroisse de Darvoy était rattachée sur le plan ecclésiastique à l'ancien diocèse d'Orléans, sur le plan judiciaire au bailliage d'Orléans , sur le plan militaire au gouvernement d'Orléans et sur le plan administratif à la généralité d'Orléans, élection d'Orléans,.
La loi du 22 décembre 1789 divise le pays en 83 départements découpés chacun en six à neuf districts eux-mêmes découpés en cantons regroupant des communes. Les districts, tout comme les départements, sont le siège d’une administration d’État et constituent à ce titre des circonscriptions administratives. La commune de Darvoy est alors incluse dans le canton de Jargeau, le district d'Orléans et le département du Loiret.
La recherche d’un équilibre entre la volonté d’organiser une administration dont les cadres permettent l’exécution et le contrôle des lois d’une part, et la volonté d’accorder une certaine autonomie aux collectivités de base (paroisses, bourgs, villes) d’autre part, s’étale de 1789 à 1838. Les découpages territoriaux évoluent ensuite au gré des réformes visant à décentraliser ou recentraliser l'action de l'État. La régionalisation fonctionnelle des services de l'État (1945-1971) aboutit à la création de régions. L'acte I de la décentralisation de 1982-1983 constitue une étape importante en donnant l'autonomie aux collectivités territoriales, régions, départements et communes. L'acte II intervient en 2003-2006, puis l'acte III en 2012-2015.
Le tableau suivant présente les rattachements, au niveau infra-départemental, de la commune de Darvoy aux différentes circonscriptions administratives et électorales ainsi que l'historique de l'évolution de leurs territoires.
| Circonscription             | Nom                   | Période   | Type                         | Évolution du découpage territorial |
| --------------------------- | --------------------- | --------- | ---------------------------- | --- |
| District                    | Orléans               | 1790-1795 | Administrative               | La commune est rattachée au district d'Orléans de 1790 à 1795,. La Constitution du 5 fructidor an III, appliquée à partir de vendémiaire an IV (1795) supprime les districts, rouages administratifs liés à la Terreur, mais maintient les cantons qui acquièrent dès lors plus d'importance. |
| Canton                      | Jargeau               | 1790-1801 | Administrative et électorale | Le 10 février 1790, la municipalité de Darvoy est rattachée au canton de Jargeau,. Les cantons sont supprimés, en tant que découpage administratif, par une loi du 26 juin 1793, et ne conservent qu'un rôle électoral. Ils permettent l’élection des électeurs du second degré chargés de désigner les députés. Les cantons acquièrent une fonction administrative avec la disparition des districts en 1795. |
| Canton                      | Jargeau               | 1801-2015 | Administrative et électorale | Sous le Consulat, un redécoupage territorial visant à réduire le nombre de justices de paix ramène le nombre de cantons dans le Loiret de 59 à 31. Darvoy est alors rattachée par arrêté du 9 vendémiaire an X (30 septembre 1801) au canton de Jargeau, sous le nom de Darvoy,. |
| Canton                      | Châteauneuf-sur-Loire | 2015-     | Électorale                   | La loi du 17 mai 2013 et ses décrets d'application publiés en février et mars 2014 introduisent un nouveau découpage territorial pour les élections départementales. La commune est alors rattachée au nouveau canton de Châteauneuf-sur-Loire. Depuis cette réforme, plus aucun service de l'État n'exerce sa compétence sur un territoire s'appuyant sur le nouveau découpage cantonal. Le canton a disparu en tant que circonscription administrative de l'État ; il est désormais uniquement une circonscription électorale destinée à l'élection d'un binôme de conseillers départementaux siégeant au conseil départemental. |
| Arrondissement              | Orléans               | 1801-     | Administrative               | Darvoy est rattachée à l'arrondissement d'Orléans depuis sa création en 1801,. |
| Circonscription législative | 3e circonscription    | 2010-     | Électorale                   | Lors du découpage législatif de 1986, le nombre de circonscriptions législatives passe dans le Loiret de 4 à 5. Un nouveau redécoupage intervient en 2010 avec la loi du 23 février 2010. En attribuant un siège de député « par tranche » de 125 000 habitants, le nombre de circonscriptions par département varie désormais de 1 à 21,. Dans le Loiret, le nombre de circonscriptions passe de cinq à six. La réforme n'affecte pas Darvoy qui reste rattachée à la troisième circonscription. |

#### Collectivités de rattachement
La commune de Darvoy est rattachée au département du Loiret et à la région Centre-Val de Loire, à la fois circonscriptions administratives de l'État et collectivités territoriales.

### Politique et administration municipales

#### Conseil municipal et maire
Depuis les élections municipales de 2014, le conseil municipal  de Darvoy, commune de plus de 1 000 habitants, est élu au scrutin proportionnel de liste à deux tours (sans aucune modification possible de la liste),  pour un mandat de six ans renouvelable. Il est composé de 19 membres. L'exécutif communal est constitué par le maire, élu par le conseil municipal, parmi ses membres, pour un mandat de six ans, c'est-à-dire pour la durée du mandat du conseil. Marc Brynhole est maire depuis 2020.
| Période                                  | Période   | Identité                | Étiquette | Qualité |
| ---------------------------------------- | --------- | ----------------------- | --------- | --- |
| 18XX                                     | 18XX      | François Pierre Chauvel |           | |
| 1971                                     | 1993      | Jeanne Heiszler         |           | |
| mars 2001                                | mars 2008 | Colette Girel           |           | |
| mars 2014                                | mai 2020  | Philippe Lodenet        | DVG       | Ingénieur |

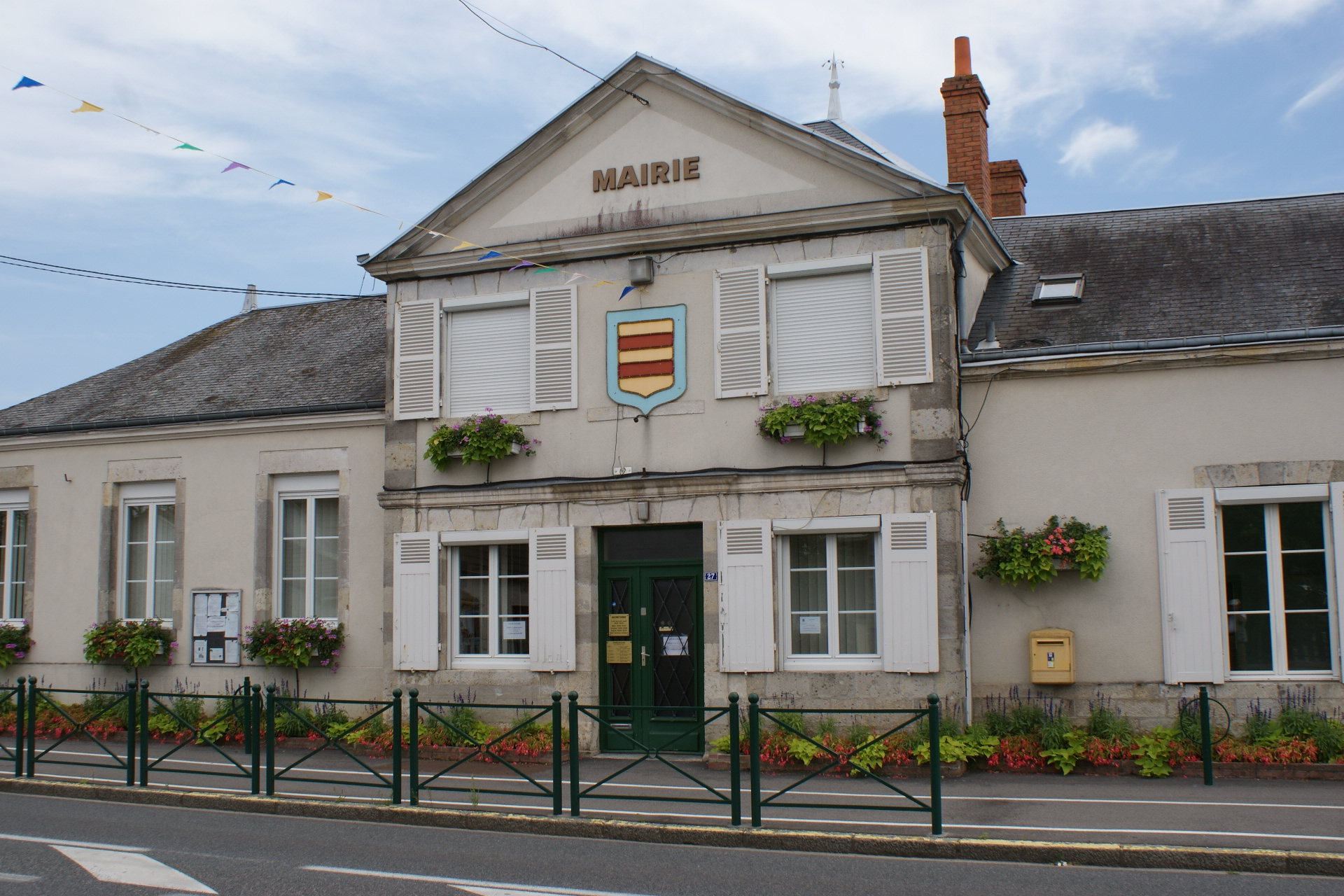
La mairie.

| mai 2020                                 | En cours  | Marc Brynhole,          | PCF       | Ancien cadre, Conseiller régional de la région Centre (2004-2015), Secrétaire PCF de la fédération du Loiret (1996-2013) |
| Les données manquantes sont à compléter. |           |                         |           | |

## Équipements et services

### Environnement

#### Gestion des déchets
En  2016, la commune est membre du SICTOM de la région de Châteauneuf-sur-Loire, créé en 1976. Celui-ci assure la collecte et le traitement des ordures ménagères résiduelles, des emballages ménagers recyclables  et des encombrants en porte à porte et du verre en points d’apport volontaire. Un réseau de dix déchèteries accueille les encombrants et autres déchets spécifiques (déchets verts, déchets dangereux, gravats, ferraille, cartons…). La déchèterie la plus proche est située sur la commune de Jargeau. L'élimination et la valorisation énergétique des déchets ménagers et de ceux issus de la collecte sélective sont effectuées par le SYCTOM de Gien-Châteauneuf-sur-Loire qui comprend un centre de transfert de déchets ménagers et un centre de stockage de déchets ultimes (CSDU) de classe II à Saint-Aignan-des-Gués ainsi qu'une usine d’incinération des ordures ménagères à Gien-Arrabloy.
Depuis le 1er janvier 2017, la « gestion des déchets ménagers » ne fait plus partie des compétences de la commune mais est une compétence obligatoire de la communauté de communes des Loges en application de la loi NOTRe du 7 août 2015.

#### Production et distribution d'eau
Le service public d’eau potable est une compétence obligatoire des communes depuis l’adoption de la loi du 30 décembre 2006 sur l’eau et les milieux aquatiques. Au 31 décembre 2016, la production et la distribution de l'eau potable sur le territoire communal sont assurées par le  la commune elle-même la commune elle-même.
La loi NOTRe du 7 août 2015 prévoit que le transfert des compétences « eau et assainissement » vers les communautés de communes sera obligatoire à compter du 1er janvier 2020. Le transfert d’une compétence entraîne  de  facto  la  mise  à disposition  gratuite  de  plein droit des biens, équipements et services publics utilisés, à la date du transfert, pour l'exercice de ces compétences et la substitution de la communauté dans les droits et obligations des communes,.

#### Assainissement
La compétence assainissement, qui recouvre obligatoirement la collecte, le transport et l’épuration des eaux usées, l’élimination des boues produites, ainsi que le contrôle des raccordements aux réseaux publics de collecte, est assurée   par le Syndicat d'Assainissement de Sandillon - Darvoy - Férolles - Ouvrouer-les-Champs, un syndicat créé en 1997 desservant 4 communes (Darvoy - Férolles - Ouvrouer-les-Champs - Sandillon),,.
La commune est raccordée à une station d'épuration située sur le territoire de la commune de Sandillon, mise en service le 1er juin 2003 et dont la capacité nominale de traitement est de  8 800 EH, soit 1 320 m3/jour. Cet équipement utilise un procédé d'épuration biologique dit « à boues activées ». Son exploitation est assurée par le SIA Darvoy Férolles Ouvrouer-les-Champs Sandillon,.
L’assainissement non collectif (ANC) désigne les installations individuelles de traitement des eaux domestiques qui ne sont pas desservies par un réseau public de collecte des eaux usées et qui doivent en conséquence traiter elles-mêmes leurs eaux usées avant de les rejeter dans le milieu naturel. En 2016, la communauté de communes des Loges assure le service public d'assainissement non collectif (SPANC), qui a pour mission de vérifier la bonne exécution des travaux de réalisation et de réhabilitation, ainsi que le bon fonctionnement et l’entretien des installations,.

## Population et société

### Démographie
L'évolution du nombre d'habitants est connue à travers les recensements de la population effectués dans la commune depuis 1793. Pour les communes de moins de 10 000 habitants, une enquête de recensement portant sur toute la population est réalisée tous les cinq ans, les populations de référence des années intermédiaires étant quant à elles estimées par interpolation ou extrapolation. Pour la commune, le premier recensement exhaustif entrant dans le cadre du nouveau dispositif a été réalisé en 2008.
En 2022, la commune comptait 1 905 habitants, en évolution de +1,76 % par rapport à 2016 (Loiret : +1,89 %, France hors Mayotte : +2,11 %).
| 1793 | 1800 | 1806 | 1821 | 1831 | 1836 | 1841 | 1846 | 1851 |
| ---- | ---- | ---- | ---- | ---- | ---- | ---- | ---- | ---- |
| 719  | 797  | 746  | 750  | 838  | 914  | 897  | 867  | 910  |

| 1856 | 1861 | 1866 | 1872 | 1876 | 1881 | 1886 | 1891 | 1896 |
| ---- | ---- | ---- | ---- | ---- | ---- | ---- | ---- | ---- |
| 909  | 852  | 816  | 744  | 718  | 769  | 766  | 722  | 694  |

| 1901 | 1906 | 1911 | 1921 | 1926 | 1931 | 1936 | 1946 | 1954 |
| ---- | ---- | ---- | ---- | ---- | ---- | ---- | ---- | ---- |
| 700  | 729  | 683  | 610  | 602  | 569  | 565  | 572  | 607  |

| 1962 | 1968 | 1975 | 1982  | 1990  | 1999  | 2006  | 2008  | 2013  |
| ---- | ---- | ---- | ----- | ----- | ----- | ----- | ----- | ----- |
| 730  | 853  | 987  | 1 476 | 1 694 | 1 731 | 1 834 | 1 864 | 1 871 |

| 2018  | 2022  | - | - | - | - | - | - | - |
| ----- | ----- | - | - | - | - | - | - | - |
| 1 857 | 1 905 | - | - | - | - | - | - | - |

## Économie
Au sein de l'unité urbaine de Jargeau (Jargeau, Saint-Denis-de-l'Hôtel et Darvoy), le nombre d'emplois total (en 1999) était de 3 272 (dont 2 922 salariés) alors que le nombre de demandeurs d'emploi s'élevait à 227 (en 2006).
En 2006, 331 entreprises (dont 30 de plus de 10 salariés et 1 de plus de 500 salariés) étaient implantées sur la zone.

## Enseignement
Darvoy est situé dans l'académie d'Orléans-Tours et dans la circonscription de Châteauneuf-sur-Loire. La commune possède une école primaire publique.

## Transports
Le réseau d'autocars Ulys, dessert la commune de Darvoy.

## Culture locale et patrimoine

### Lieux et monuments
Église Saint-André datant du XIIe siècle.

### Sites et paysages remarquables
Le 30 novembre 2000, le Val de Loire, dans son cours moyen de Sully-sur-Loire (Loiret) à Chalonnes-sur-Loire (Maine-et-Loire), est inscrit sur la Liste du patrimoine mondial de l'organisation des Nations unies pour l'éducation, la science et la culture (UNESCO) comme « paysage culturel ». Cette inscription reconnaît au site une « valeur universelle exceptionnelle » fondée sur la densité de son patrimoine monumental, architectural et urbain, l'intérêt du paysage fluvial et la qualité exceptionnelle d’expressions paysagères héritées de la Renaissance et du Siècle des Lumières. Toute altération de la V.U.E. est considérée comme une perte pour la mémoire de l’Humanité. Le préfet de la région Centre, préfet coordonnateur, approuve le plan de gestion pour le Val de Loire patrimoine mondial par arrêté en date du 15 novembre 2012. Trente-cinq communes du Loiret sont concernées, dont Darvoy qui a une frange de son territoire inscrite et le reste en zone tampon.

### Manifestation
La commune organise chaque année les jeux intervillages durant le premier week-end de juillet. Un bal est organisé le samedi soir avec repas et spectacle. Le dimanche est réservé aux jeux où des équipes représentant les communes alentour s'affrontent.

### Personnalités liées à la commune
- François Pierre Chauvel (1768-1838), général d'Empire, se retire à Darvoy dont il devient maire[113].
- Marc Le Coultre (né en 1946), artiste peintre, vit à Darvoy.

### Héraldique
| Blason de Darvoy | Blason  | D'or à deux fasces de gueules; à la bordure d'azur. |
| Blason de Darvoy | Détails | Le statut officiel du blason reste à déterminer.    |

## Sports
- Football : US Darvoy[115].

La deuxième étape de Paris-Nice 2022 a emprunté le territoire de la commune.